# The Trash Can Sinatras
The Trash Can Sinatras, ahora generalmente conocidos como Trashcan Sinatras, es una banda escocesa que fue formada en Irvine, Escocia en 1986. La música de la banda hace uso frecuente de armonías pop y sus letras comúnmente incluyen juegos de palabras.

## Historia

### Formación
Los Trashcan Sinatras se iniciaron como banda de covers. Sus integrantes se conocieron algunos en la escuela, otros a través de la escena de música en los pubs y clubs de Irvine. El nombre de la banda tuvo su origen en su escuela, cuando estando en clase de música varios estudiantes empezaron a improvisar en distintos 'instrumentos', entre ellos unos botes de basura (trash cans); entonces alguien mencionó a Frank Sinatra, y así nació el nombre. El roster original incluía a Frank Reader (bajo), Davy Hughes (guitarra y vocales), George McDaid (guitarra) y Paul Forde (batería). Para finales de 1986-inicios de 1987 el grupo había cambiado y ahora incluía a Paul Livingston (guitarra), John Douglas (guitarra) y Stephen Douglas (batería), mientras que Frank Reader se convirtió en el vocalista principal y Davy Hughes tomó el bajo. Aunque la banda ha incluido a otros miembros por cortos períodos de tiempo a través de los años, esta es la formación que ha grabado la mayor parte de la música de Trashcan Sinatras hasta ahora.

### Era deCake
La banda fue descubierta por Simon Dine en 1987 mientras actuaban en un pub, y fue prontamente firmada para Go! Discs. Utilizando el pago por adelantado de su fichaje, la banda adquirió un estudio de grabación en Kilmarnock, nombrándolo Shabby Road. Empezaron a trabajar en su álbum debut, el cual fue lanzado en 1990. Cake incluye su éxito más grande, "Obscurity Knocks", así como un par de éxitos de música alternativa ("Only Tongue Can Tell" y "Circling The Circunference"). La banda, aprovechando el éxito de Cake en los Estados Unidos donde pasó tres meses en el Billboard 200, y frecuentes comparaciones con The Smiths, se embarcó en un extenso tour por el Reino Unido y América del Norte promoviendo el álbum.

### Era deI've Seen Everything
El disco siguiente, I've Seen Everything fue publicado en 1993. La canción "Hayfever" apareció en la serie animada de MTV Beavis and Butt-head. La banda lanzó dos sencillos ("Hayfever" y "I've Seen Everything") y visitó el Reino Unido, América del Norte y Japón para promover el álbum.

### Era deA Happy Pocket
El tercer álbum de la banda A Happy Pocket siguió en 1996. AHP fue lanzado en el Reino Unido y Japón, pero no en los EE. UU. ya que el distribuidor norteamericano de la banda se negó a publicarlo. De este disco salieron cuatro singles ("The Main Attraction", "Twisted and Bent", "How Can I Apply...?" Y "To Sir, With Love", un cover del hit #1 de 1967 por Lulu. Los Trashcans no hicieron tour en América del Norte, solo en el Reino Unido y Japón.
Después que su compañía disquera Go! Discs fue adquirida por Universal en 1996, la banda perdió su contrato; posteriormente se vio obligada a vender su estudio de grabación Shabby Road, y a declarar bancarrota. Los Trashcans mantuvieron un perfil bajo durante los siguientes años; no realizaron conciertos en vivo hasta principios de 1999 (en Japón e Irlanda). Los conciertos en Japón ocurrieron al mismo tiempo que la banda grababa un nuevo sencillo, "Snow" (un cover de la canción de Randy Newman), el cual fue lanzado por Sony Japón en diciembre de 1999.

### Era deWeightlifting
En marzo de 2000, la banda se instaló en Hartford, Connecticut para grabar su cuarto álbum. Entre marzo y junio, la banda grabó una docena de canciones y dieron unos cuantos shows en vivo en el área, sus primeros espectáculos en Norte América desde 1993. Después de regresar a Escocia, la banda decidió desechar el álbum que les pareció demasiado oscuro y sombrío (un reflejo de los problemas vividos durante esos años), y también debido a que sentían que las canciones no habían sido propiamente completadas.[cita requerida]
La banda dio solo cuatro conciertos en el Reino Unido en 2001, ya que se concentró en escribir canciones adicionales y grabar demos para su cuarto álbum. En marzo de 2002 el grupo empezó a grabar en Riverside Studios en Glasgow. La banda grabó una docena de canciones durante el curso de un año. En 2003 empezaron a darse a conocer nuevamente tocando en conciertos y festivales en Escocia. Contrataron al músico y productor de la ciudad de Nueva York Andy Chase (de la banda Ivy) para mezclar las pistas de álbum nuevas, y el disco fue completado para el fin de año.
Con un nuevo álbum listo para ser lanzado, los Trashcans incrementaron su actividad en 2004. La banda tocó en vivo en España y Londres, antes de dirigirse a los Estados Unidos en marzo. Aparecieron en el programa de radio Morning Becomes Eclectic con Nic Harcourt, el mismo día que dieron un concierto en el Troubadour en Los Ángeles, California, del cual se agotaron los boletos, y que además fue su primera presentación en la costa oeste de los EE. UU. en 11 años. De ahí, la banda se dirigió a Austin, Texas para cinco apariciones en el festival de música South by Southwest; gracias a esto, los Trashcans lograron bastante atención de la prensa (Billboard los nombró uno de los 10 mejores actos en SXSW) y de las disqueras, logrando un acuerdo sobre derechos de licencia con spinART Records, con base en Nueva York.[cita requerida]
Trashcan Sinatras finalmente lanzó su cuarto álbum en agosto del 2004. Weightlifting fue calurosamente recibido por los críticos, y la banda realizó un tour de 25 fechas por los EE. UU. y Canadá en septiembre y octubre. Siguieron más tours por EE. UU. en diciembre de 2004 y en abril y mayo de 2005, mientras que también hicieron constantes apariciones por Escocia, Inglaterra, Irlanda, Japón y Australia entre 2004 y 2006. Weightlifting incluye el tema "All the Dark Horses", el cual apareció en el primer episodio de la serie Wildfire de ABC Family Channel.

### Era deIn The Music
El quinto álbum de estudio del grupo, In the Music, fue grabado por el productor Andy Chase entre noviembre de 2007 y febrero de 2008 en Stratosphere Sound en Nueva York y en Martha's Vineyard. En julio de 2008, Carly Simon grabó coros para la canción "Should I Pray?"
El sencillo "Oranges and Apples" fue lanzado solo como descarga digital el 13 de octubre de 2008. La canción está inspirada en Syd Barrett, uno de los miembros fundadores de Pink Floyd, y publicada al mismo tiempo que se llevaba a cabo The City Wakes, un festival en tributo a Barrett que tuvo lugar en Cambridge y Londres en octubre de 2008.
El álbum fue lanzado en Japón el 22 de abril de 2009 por Victor Entertainment con "Astronomy" de pista extra; en el Reino Unido el 14 de septiembre de 2009 (en Lo-Five Records), y el 27 de abril de 2010 en América del Norte también en Lo-Five Records, con distribución digital por Ingrooves y distribución física por Fontana Distribution. La versión norteamericana incluye ocho pistas en vivo extra, las cuales son grabaciones realizadas durante la gira de noviembre de 2009 por el Reino Unido. Lo-Five también lanzó una edición de lujo del álbum, limitada y numerada, en julio de 2009, la cual incluye dos pistas adicionales ("I Can't Stand Tomorrow" y "I Just Don't Know How") y un folleto con cuantiosos comentarios, fotos y un listado de todos los que pre-ordenaron esta versión.
El álbum recibió muy buenas reseñas de los medios de comunicación impresos y en línea;  The Guardian lo describe como "sutil, adulta obra que revela más con cada escucha", y la BBC lo llama " . . . tierna, conmovedora música que impresiona mientras más se le escucha".
La banda apoyó el lanzamiento en 2009 de este álbum con cerca de 40 conciertos y presentaciones promocionales en los Estados Unidos, Japón y el Reino Unido entre julio y noviembre de 2009, y posteriormente con un tour por Japón en marzo de 2010. En este último la banda fue acompañada por el acto japonés Sunny Day Service, con quienes también grabaron y lanzaron versiones en inglés y japonés del sencillo "Town Foxes/yume iro no machide". La banda también realizó un tour promocional de 11 fechas por los EE. UU. en junio de 2010.
El disco acústico en vivo del 2005 Fez, fue grabado en la ciudad de Nueva York. A Fez le siguió el también álbum acústico en vivo Brel, grabado en Glasgow en 2009, y que fue lanzado el 9 de noviembre de 2010. Posteriormente estaba programado el lanzamiento de Earlies... Un colección con 4 álbumes para conmemorar el 20.º aniversario de la liberación de Cake, que incluiría los 3 álbumes de Go!Discs y Weightlifting, digitalmente remasterizados con folletería y pistas adicionales que incluyen recuerdos de la distinguida carrera de la banda. Sin embargo, hasta el momento Earlies... no ha sido publicado.

### Era deWild Pendulum
En octubre de 2014 la banda anunció a través de los medios sociales que empezaría a grabar su sexto álbum en los siguientes meses, y ofreció a sus fanes la oportunidad de pre-ordenarlo a través de PledgeMusic, con una serie de "exclusivas" ofreciendo contenido único, promociones y actualizaciones durante el proceso de grabación. El 21 de octubre de 2015 la primera pista, "Best Days On Earth", fue lanzada en PledgeMusic con una actualización del proyecto en la página web. En esa misma actualización, la banda confirmó que el álbum nuevo sería titulado "Wild Pendulum".
En otra actualización del proyecto en agosto de 2015, la banda anunció que el álbum nuevo se publicaría en enero de 2016. Más adelante una segunda pista, "Ain't That Something" fue lanzada en PledgeMusic, pero la publicación del álbum se vio demorada. En una actualización de marzo de 2016, la banda anunció que la descarga digital del álbum completo estaría disponible para sus seguidores el 22 de abril de 2016, y la publicación del álbum en CD y vinilo vendría posteriormente.

## Otras actividades
En 1996, la banda contribuyó con un cover de "I Know It's Over" de The Smiths al disco tributo The Smiths Is Dead.
En 1998, la banda grabó la canción "Duty Free" bajo el seudónimo The Cat Protection League. La canción fue incluida en una recopilación de artistas del área de Kilmarnock/Irvine, que fue parte de un proyecto de clase de música universitario.
John Douglas escribió "Wild Mountainside", la cual fue grabada por Eddi Reader para su álbum de 2003 Eddi Reader Sings the Songs of Robert Burns. Esta canción fue posteriormente grabada por los Trashcans y lanzada como un EP en 2005. John Douglas también escribió dos canciones, "Should I Pray?" y "Prisons", las cuales aparecen en el álbum de Eddi del 2007 Peacetime. Los Trashcans también grabaron estas canciones para In The Music. En 2013 Douglas y Reader contrajeron matrimonio; poco después él fue diagnosticado con la enfermedad de autoinmunodeficiencia colitis ulcerosa, la cual requirió cirugía y una larga convalecencia.
En 2006, Francis Reader cantó un cover de "Got To Get You Into My Life" de The Beatles, el cual fue utilizado en una campaña publicitaria para la compañía de telecomunicaciones de los EE. UU. Qwest Communications.
La banda colaboró con la escritora Ali Smith en la canción "Half an Apple", para el álbum Ballads of the Book, lanzado en marzo de 2007.
En 2007 Reader también contribuyó coros al álbum de Kevin Ayers The Unfairground.
El 30 de mayo de 2010, para dar inicio a su gira de ese año los Trashcan Sinatras tocaron en la estancia de la casa de Mike Chandler en Portland, Oregon. El show fue catalogado como experimental y recibió mucha atención de los medios de comunicación con historias en USA Today, el blog The Underwire de la revista Wired Magazine, FOX News y The Oregonian. Los boletos se vendieron en menos de 36 horas, y fueron adquiridos por 50 seguidores quienes viajaron desde distintos lugares para atender el evento. La banda tocó por tres horas más de 30 canciones incluyendo varias piezas poco escuchadas durante los últimos 20 años.
En 2010 los Trashcan Sinatras grabaron una versión de la canción "Hello, Goodbye" de The Beatles, para ser utilizada en una videocampaña promocional del Aeropuerto Internacional de Narita en Japón. El vídeo fue programado para su exhibición en el aeropuerto, a bordo de aeronaves, y en medios de comunicación japoneses por al menos un año.

## Miembros
- Stephen Douglas (batería, voz)
- Francis Reader (voz, guitarra acústica)
- Paul Livingston (guitarra líder)
- John Douglas (guitarra rítmica, voz)
- Stevie Mulhearn (Teclados) – 1998–2000, 2006–presente
- Frank DiVanna (bajo) 2009–presente

### Miembros anteriores
- Davy Hughes (bajo) – 1986, 1992–1996, 2001–2005
- George McDaid (bajo) 1986, 1989–1991. Ahora es profesor de inglés en Largs Academy en Escocia.

## Discografía

### Singles Y EPs
| Año  | Título                                  | Posiciones en lista de ventas | Posiciones en lista de ventas         | Álbum                |
| ---- | --------------------------------------- | ----------------------------- | ------------------------------------- | -------------------- |
| Año  | Título                                  | EE. UU. Rock Moderno          | Reino Unido lista de ventas Sencillos | Álbum                |
| 1990 | "Obscurity Knocks"                      | 12                            | 86                                    | Cake                 |
| 1990 | "Only Tongue Can Tell"                  | 8                             | 77                                    | Cake                 |
| 1990 | "Circling The Circumference"            | -                             | -                                     | Cake                 |
| 1993 | "Hayfever"                              | 11                            | 61                                    | I've Seen Everything |
| 1993 | "I've Seen Everything"                  | -                             | -                                     | I've Seen Everything |
| 1993 | "Bloodrush" [Promo]                     | -                             | -                                     | I've Seen Everything |
| 1995 | "The Genius I Was" [Promo]              | -                             | -                                     | A Happy Pocket       |
| 1996 | "The Main Attraction"                   | -                             | 182                                   | A Happy Pocket       |
| 1996 | "Twisted And Bent"                      | -                             | 121                                   | A Happy Pocket       |
| 1996 | "How Can I Apply...?"                   | -                             | 172                                   | A Happy Pocket       |
| 1996 | "To Sir, With Love"                     | -                             | 88                                    | A Happy Pocket       |
| 1999 | Snow EP                                 | -                             | -                                     | –                    |
| 2004 | "Welcome Back" [promo]                  | -                             | -                                     | Weightlifting        |
| 2005 | "All The Dark Horses"                   | -                             | -                                     | Weightlifting        |
| 2005 | "Wild Mountainside"                     | -                             | -                                     | –                    |
| 2008 | "Oranges And Apples" [descarga digital] | -                             | -                                     | In The Music         |

### Álbumes
| Año  | Título               | Posiciones en lista de ventas    | Posiciones en lista de ventas |
| ---- | -------------------- | -------------------------------- | ----------------------------- |
| Año  | Título               | Lista de Álbumes del Reino Unido | U.S. Billboard 200            |
| 1990 | Cake                 | 74                               | 131                           |
| 1993 | I've Seen Everything | 50                               | -                             |
| 1996 | A Happy Pocket       | 125                              | -                             |
| 2004 | Weightlifting        | -                                | -                             |
| 2009 | In The Music         | -                                | -                             |
| 2016 | Wild Pendulum        | -                                | -                             |

### Otras producciones
- Senses Working Overtime (1992)
- Zebra of the Family (demos/alternate takes/unreleased songs) (2003)
- Fez (live – unplugged) (2005)
- Midnight at the Troubadour (DVD) (2006)